# Ekin Deligöz
Ekin Deligöz (21 de abril de 1971) es una política turcoalemana de la Alianza 90/Los Verdes que se ha desempeñado como Secretaria de Estado Parlamentario en el Ministerio Federal de Familia, Tercera Edad, Mujeres y Juventud en el gobierno de coalición del Canciller Olaf Scholz desde 2021. Ha sido miembro del Bundestag desde 1998.

## Biografía
De origen étnico turco, Deligöz nació en Tokat, Turquía; su familia se mudó a Alemania Occidental en 1979. Asistió a la escuela en Weißenhorn y luego realizó Estudios Administrativos en la Universidad de Constanza y la Universidad de Viena y obtuvo un título en 1998. En febrero de 1997 adquirió la ciudadanía alemana.

## Carrera política
Deligöz se unió a los Verdes como miembro estudiante y pertenecía al capítulo de Baviera de la organización juvenil de los Verdes. Ingresó al Bundestag en 1998 y fue reelegida en Elecciones federales de Alemania de 2002, 2005 y 2009. Fue reelegida por cuarta vez en el parlamento federal después de las elecciones de 2013. Es una de los once políticos de ascendencia turca que obtuvieron un escaño en el parlamento federal, incluidas siete mujeres.
Entre 2002 y 2005, se desempeñó como líder del grupo parlamentario del Partido Verde. Desde 2009 hasta 2013, formó parte del liderazgo del grupo en torno a los copresidentes Renate Künast y Jürgen Trittin. En esta función, formó parte de una serie de charlas de mesa redonda en 2010 y 2011 para abordar una ola de casos de abuso sexual infantil, incluidas numerosas denuncias de abuso en la Iglesia católica; las conversaciones fueron presididas conjuntamente por las ministras Sabine Leutheusser-Schnarrenberger, Annette Schavan y Kristina Schröder.
Miembro del Comité de Presupuesto y vicepresidenta del Comité de Auditoría desde 2013 hasta 2021, se desempeñó como relatora de su grupo parlamentario sobre los presupuestos anuales del Ministerio Federal de Trabajo y Asuntos Sociales (BMAS); el Ministerio Federal de Educación e Investigación (BMBF); el Ministerio Federal de Salud (2013-2017); el Ministerio Federal de Familia, Tercera Edad, Mujeres y Juventud (BMFSFJ); la Oficina del Presidente Federal (2013–2021); el Ministerio Federal de Relaciones Exteriores (2018-2021); y el Tribunal Federal de Cuentas (2018-2021).
En las negociaciones para formar una llamada coalición semáforo del Partido Socialdemócrata (SPD), el Partido Verde y el Partido Democrático Libre (FDP) tras las elecciones alemanas de 2021, formó parte de la delegación de su partido en el grupo de trabajo sobre niños, jóvenes y familias, copresidido por Serpil Midyatli, Katrin Göring-Eckardt y Stephan Thomae.

## Otras actividades
- Gegen Vergessen – Für Demokratie, Miembro de la Junta
- Asociación Alemana para el Bienestar Público y Privado
- Comité Alemán pro UNICEF, Miembro de la Junta

## Controversia
Cuando Deligöz votó a favor de una resolución simbólica en 2016 que califica de "genocidio" la matanza de hasta 1,5 millones de armenios en 1915, una descripción que Turquía rechaza enérgicamente, se convirtió en una de los once parlamentarios de origen turco que recibieron más protección policial y otras medidas de seguridad tanto parasu actividad profesional como privada. Además, el Ministerio Federal de Relaciones Exteriores de Alemania le advirtió que no viajara a Turquía porque no se podía garantizar su seguridad después de las declaraciones del presidente turco, Tayyip Erdogan, en las que sugería que los legisladores alemanes de origen turco tenían "sangre contaminada".

## Vida personal
Deligöz está casada y tiene dos hijos.